# Drance de Bagnes
Pour les articles homonymes, voir Drance.
Pour les articles ayant des titres homophones, voir Bagnes et Bagne.
La Drance de Bagnes est un cours d'eau de Suisse. Son cours est situé dans le canton du Valais. Avec la Drance d'Entremont, la Drance de Bagnes forme la Drance qui rejoint le Rhône à Martigny. 

## Étymologie
On trouve les deux orthographes Dranse de Bagnes et Drance de Bagnes.

## Parcours
La Drance de Bagnes prend sa source dans les Alpes au nord de la frontière entre l'Italie et la Suisse, au pied de la Fenêtre de Durand. Elle arrose le Val de Bagnes et est l'émissaire du lac de Mauvoisin (lac artificiel). Dans ce lac elle reçoit sur sa rive droite les eaux de fonte du Glacier du Giétro. À Sembrancher elle reçoit sur sa rive gauche la Drance d'Entremont et devient la Drance.